# Gonneville-la-Mallet
Gonneville-la-Mallet é uma comuna francesa na região administrativa da Normandia, no departamento de Sena Marítimo. Estende-se por uma área de 7,33 km². Em 2010 a comuna tinha 1 367 habitantes (densidade: 186,5 hab./km²).